# Vedran Deletis
Vedran Deletis (Tuzla, 17. veljače 1946. – Stari Grad, 12. rujna 2023.), hrvatski neurofiziolog. Razvio sustav praćenja pacijenata tijekom operacije čime se znatno smanjuju liječničke pogreške.

## Životopis
Rodio se u Tuzli. Podrijetlom od hrvatske obitelji s otoka Hvara. Vedranov djed po ocu bio je trgovac vinom iz Starog Grada na Hvaru koji je 1910. godine odlučio ostati u Tuzli. U Tuzli se rodio Vedranov otac Ratimir koji je tu postao sudac. Otac Ratimir mnogo je pomogao Židovima te je proglašen Pravednikom među narodima. Spasio je i još neke ljude od zatvora poput Mešu Selimovića i druge. Otac Ratimir našao je suprugu Katju, također iz Starog Grada na Hvaru, i Vedran se rodio u Tuzli. Obitelj je poslije preselila u Sarajevo. Veza s djedovim krajem živa je i danas. Ljubitelj je korizmenih napjeva i procesije "Za križen", a s muzikologom Nenadom Bachom promiče diljem svijeta korizmeno pjevanje i pjevače s otoka Hvara.
Specijalizirao neurologiju. Radio u sarajevskoj Kliničkoj bolnici Koševo. Ondje nije bio zadovoljan životom i odnosnom prema njegovom znanju i sposobnostima u bolnici. Godine 1985. dobio je stipendiju "Vivian L. Smith" iz kliničke neurofiziologije na medicinskom koledžu Baylor u Houstonu, Teksas. Nakon godine i pol rada pripremio doktorat iz neurofiziologije, premda je po specijalizaciji neurolog. Vratio se u Sarajevo gdje je obranio doktorat, no kao Hrvat i katolik nije mogao napredovati u struci. Usavršavao se i u drugim zemljama, no to za Hrvata u Sarajevu ništa nije moglo pomoći. Usavršavanje u na Institutu za kliničku neurofiziologiju u švedskom gradu Uppsali, rad u londonskoj bolnici Queen Square gdje je završio dio kliničke neurofiziologije, ni rad u varšavskoj Neurološkoj klinici, ni praški Institut za fiziologiju, ni Houston, gdje je bio poziv profesora Milana Dimitrijevića, ništa nije značilo u Sarajevu. U Sarajevu je uz kolegu Dubravka Horvata bio izložen političkom pritisku. Zamalo je završio u zatvoru. Tamošnja osnovna organizacija Saveza komunista bila je ljuta na nj jer nije htio učlaniti se u Partiju, premda su ga dva puta bili pozvali, a sam ulazak samo bi odgodio neke nove pritiske no ne bi maknuo zapreke jer je Hrvat. Nisu ih mogli ucijeniti isključenjem iz Partije. Stoga je SK protiv njega napisala zapisnik od 17 stranica i izdala mu zadnju opomenu. Nakon rođenja četvrtog djeteta predstojnik Klinike ga je pitao dokad tako misli, nakon čega je Deletisu bilo dosta i odlučio je emigrirati u Australiju. Imao je ponude iz Kuvajta preko slovenskog kolege, no u zadnji tren susreo je kolegu iz Teksasa koji ga je nakon razgovora pozvao u New York. Preselio se u New York 1988. godine, a stanovao u New Jerseyu. Ondje se bavio kliničkom neuroznanošću s velikim uspjehom preko dvadeset godina. U New Yorku je bio na sveučilištu na poziv kolege Wise Younga. Tu je započeo rad na disciplini zvanoj intraoperacijska neurofiziologija. U Hrvatskoj je sudjelovao ratne 1991./92. u osnivanju začetka takve jedinice u Zagrebu, na Rebru kod profesora Jeličića. Primjenu ove discipline uspješno je nastavio prof. Joško Paladino uz pomoć dr. Ive Ključara.
Planirao je da u sklopu projekta povratka vodećih hrvatskih znanstvenika i liječnika u Hrvatsku Deletis u splitskoj Kliničkoj bolnici osnuje Centar za intraoperacijsku neurofiziologiju te postane profesor na splitskom Medicinskom fakultetu. Projekt je provodio ministar znanosti i prosvjete Dragan Primorac. Izabrao je Split, odakle mu je supruga Vinka i gdje mu se rodilo sve njegovo četvero djece.
U Americi je živio stalno, a godišnje odmore provodio u svome gradu. Nakon povratka u Hrvatsku u Starom Gradu. Obnaša dužnost dogradonačelnika. 2013. je bio nositelj izborne liste HDZ-a za izbor članova Gradskog vijeća i zamjenik kandidata za izbor gradonačelnika Grada Starog Grada. Također na izbornoj listi HDZ-a 2017. za izbor članova Gradskog vijeća Grada Starog Grada.

## Znanstveni dometi
Tvorac novih metoda intraoperacijske neurofiziologije koja sprječava oštećenja živčanog sustava za vrijeme neurokirurških ili ortopedskih operacija. U newyorškoj bolnici St. Luke's Roosevelt razvijao neurofiziologijsku metodu kojom se izbjegavaju teška oštećenja ili nenamjerne liječničke pogreške s trajnim posljedicama, poput oštećene leđne moždine i oduzetosti nogu i ruku. Na odjelu za anesteziologiju na New York University razvili su tehnologiju i metodologiju i napravili prekretnicu u sprječavanju oštećenja leđne moždine i stvorili jedan od najboljih laboratorija u SAD-u. Razvija i usavršava CIMS (comprehensive intraoperative monitoring system), hrvatski intraoperacijski medicinski uređaj u suradnji sa zagrebačkim biomedicinskim inženjerima.Surađujući s japanskim liječnicima, došao do novih metoda liječenja Parkinsonove bolesti.
Predsjednik Međunarodnog udruženja za intraoperacijsku neurofiziologiju. Skupa sa suradničkim timom od stotinjak liječnika s odjela za anesteziologiju na Newyorškom Sveučilištu koji su se odvojili od sveučilišta, osnovao Institut za neurologiju i neurokirurgiju u bolnici Beth Israel, kojoj se pridružio 1996. godine.
Autor 42 znanstvena rada i 11 poglavlja u knjigama u polju intraoperacijske neurofiziologije.

## Nagrade
- Ponos Hrvatske 2011., s dr Darkom Chudyjem[7]

## Vanjske poveznice
- WorldCat